# Pescarzo (Capo di Ponte)
Pescarzo (Pehcàrh in dialetto camuno) è una frazione del comune di Capo di Ponte.
Esistono due paesi con questo nome in Val Camonica, l'altro si trova nel comune di Breno.

## Geografia fisica

### Territorio
Il paese sorge sulla sponda nord della valletta del Clegna, in posizione dominante sulla media Val Camonica, a ridosso di un piccolo altipiano.
Il borgo medioevale di Pescarzo è il luogo che sa farci riconoscere la nostra identità.
Camminando tra i vicoli, qualcosa di straordinario pervade l'anima del visitatore: un'armonia tra luogo ed espressione, nei semplici gesti degli artigiani, tra i sorrisi dei bimbi e gli sguardi pieni di storia degli anziani.
Pescarzo è rimasta a testimoniare per secoli il senso della nostra storia e continua a darci la possibilità di immergerci in tanta purezza.

## Storia

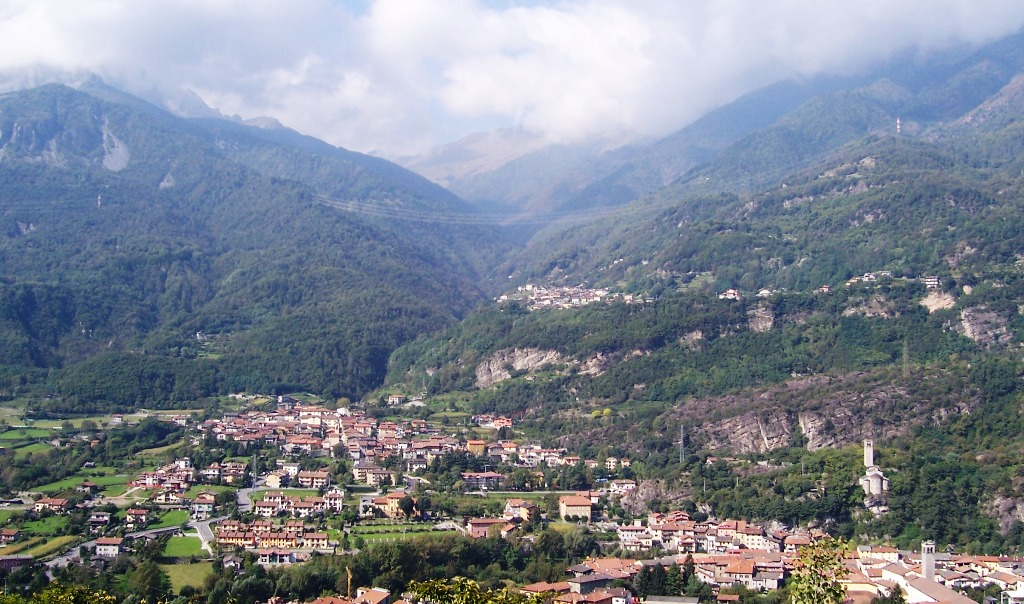
Pescarzo (in alto a destra)

Sabato 4 aprile 1299 i consoli della vicinia di Pescarzo si recano ad Cemmo dove è presente Cazoino da Capriolo, camerario del vescovo di Brescia Berardo Maggi. Qui giurano secondo la formula consueta fedeltà al vescovo, e pagano la decima dovuta. Assieme agli uomini di Sellero dovevano far da guardia al castello di Cemmo.
Il borgo attuale è di struttura medievale, ma è stata rinvenuta una abitazione alpina dell'età del ferro che conferma l'antropizzazione della zona già a quel tempo.
I reperti sono conservati al Museo di Cividate Camuno.
Nel 1987 si è proceduti in un progetto pilota di restauro conservativo, al fine di valorizzare il centro storico del paese.

## Monumenti e luoghi d'interesse

### Architetture religiose
Le chiese di Pescarzo sono:
- Parrocchiale di San Vito, Crescenzia e Modesto, costruzione seicentesca, fatta erigire su consiglio di San Carlo Borromeo.
- Chiesa di San Rocco

### Tradizioni e folclore
La frazione durante l'estate conta circa 180 abitanti,ma di inverno e d'autunno 150.
Gli scütüm sono nei dialetti camuni dei soprannomi o nomiglioli, a volte personali, altre indicanti tratti caratteristici di una comunità. Quello che contraddistingue gli abitanti di Pescarzo di Capo di Ponte è Bàsoi .
Immaginarti · La nostra storia
“ImmaginArti” a Pescarzo di Capo di Ponte nasce nel 2000, grazie ad un'idea di Emilio Visconti, fondatore della Scuola Bottega di Bienno.
L'intento della mostra è quello di radunare nel caratteristico borgo tardomedioevale un insieme di artigiani locali e provenienti dall'esterno per far rivivere la cultura e la tradizione dell'artigianato, ormai largamente perduta.
Agli abitanti del borgo viene chiesto di mettere a disposizione i locali a pian terreno delle abitazioni, i cortili interni, i fondaci e le cantine, che si trasformano per alcune sere d'estate in altrettante botteghe di artigianato tradizionale e sono aperte all'affluenza dei visitatori, che possono - ad un tempo - visitare il centro storico ed ammirare le creazioni in mostra ed il lavoro dei maestri artigiani all'opera.
ImmaginArti” è una manifestazione che raccoglie oltre settanta Maestri Artigiani provenienti dalla Vallecamonica e dal centro e nord Italia, che per nove giorni espongono le proprie opere nel centro storico.
Grazie alla tradizionale ospitalità degli abitanti, cortili e cantine si trasformano in altrettanti laboratori e botteghe che diventano esposizioni aperte ai numerosissimi visitatori.
Le strade, illuminate col fuoco di mille ceri, ogni sera si popolano di ospiti, musici e saltimbanchi in una grande festa che si protrae fino a notte fonda.
Immaginarti • I nostri artigiani
I Maestri Artigiani espongono esclusivamente prodotti che sono il frutto della propria abilità creatività e fantasia, spaziando dalle attività di artigianato tradizionale, alle sperimentazioni polimateriche e alle applicazioni artistiche.
Ai maestri provenienti dalla Vallecamonica e da altre zone dell'Italia centrosettentrionale, si affiancano inoltre numerosi artigiani e hobbisti della comunità locale, facenti parte dell'Associazione “Arti Camunorum”.
I generi presenti a “ImmaginArti” sono soprattutto la pittura, la scultura, l'intaglio del legno, la lavorazione della pietra, la tessitura tradizionale, l'oreficeria e l'argento, il rame ed i metalli, la lavorazione della ceramica, il ricamo, la sartoria, l'intreccio, il restauro, la fotografia, l'affresco e l'acquarello.
Eccezionalmente, sono presenti lungo il percorso espositivo allestimenti di associazioni non profit e degustazione e vendita di prodotti tipici locali.

## Economia
Il paese era famoso per l'estrazione di ardesia (piòda in dialetto camuno), un tempo usata per i tetti delle case. Alla fine del seicento Gregorio Brunelli cita la copiosità di questa pietra predona.

## Citazioni
(Gregorio Brunelli, «Curiosi trattenimenti contenenti ragguagli sacri e profani dei popoli camuni», 1698)